# Boris Peteline
Boris Alekseïevitch Peteline (en russe : Бори́с Алексе́евич Пете́лин, en anglais : Boris Petelin), né le 15 août 1924 à Stary Oskol et mort le 23 juin 1990 à Moscou en URSS, est un ancien joueur russe de hockey sur glace.
Il a débuté comme joueur de bandy dans l'équipe Dinamo de Magadan (1940-1941), puis Dinamo de Vladivostok (1943-1946), avant d’intégrer l'équipe Dinamo de Moscou avec qui il a gagné en 1948 la Coupe de l'URSS de bandy. En automne 1948, il débute comme joueur de hockey sur glace.
Après la carrière de joueur, il est devenu arbitre en 1962.
Mort à Moscou, Boris Peteline est inhumé au cimetière Golovinskoïe.

## Carrière de joueur
Au cours de sa carrière dans le championnat d'URSS, il porte les couleurs du Dynamo Moscou où il constitue le trio d'attaquants avec Aleksandr Ouvarov et Valentin Kouzine. Il termine avec un bilan de 206 matchs et 121 buts en élite.

## Carrière internationale
Il a représenté l'URSS à 8 reprises (5 buts) sur une période de deux saisons entre 1954 et 1955.